# House Flipper 2
House Flipper 2 est un jeu vidéo de simulation développé par Frozen District et Empyrean et édité par Frozen District et PlayWay, publié le 14 décembre 2023 sur Microsoft Windows. C'est la suite du jeu House Flipper. Le jeu demande au joueur de rénover des biens immobiliers afin de les revendre par la suite.

## Système de jeu
Le joueur flip des biens immobiliers en nettoyant et en restaurant des maisons. Il peut jouer à travers une campagne dans laquelle il se voit confier des tâches spécifiques à accomplir. Celles-ci doivent être complétées dans l’ordre et sont accompagnées d’une histoire. Le mode Assemblage permet au joueur de construire et d'installer manuellement des objets dans la maison au lieu de simplement les ajouter en cliquant sur place. Cela récompense le joueur avec des réductions sur les achats. Le mode Sandbox permet au joueur de concevoir une maison à partir de zéro au lieu de rénover une maison préfabriquée.

## Développement
Les sociétés polonaises Empyrean et Frozen District ont développé House Flipper et sa suite. Le développement de House Flipper 2 commence en 2020. La taille de l'équipe a plus que doublé par rapport au premier jeu de la série. L'équipe souhaite un style artistique plus uniforme pour House Flipper 2. Les limites de la conception des maisons précédentes les amènent à développer House Flipper 2 à partir d'une nouvelle base de code source, leur permettant d'implémenter des fonctionnalités telles qu'un mode bac à sable qui n'auraient pas été possibles avec le code original.
House Flipper 2 est sorti sur Microsoft Windows le 14 décembre 2023. Les ports vers PlayStation 5 et Xbox Series  sont publiés le 10 avril 2024.

## Accueil

### Critiques
House Flipper 2 reçoit globalement des critiques positives selon les notes recensées par Metacritic. IGN le décrit comme « une mise à niveau itérative intéressante » et fait l'éloge des nouveaux graphismes et du nouveau mode sandbox. PC Gamer recommande House Flipper 2 en raison de la force de son mode bac à sable, qu'il juge passionnant. The Guardian le compare au simple plaisir de faire éclater du papier bulle avec en prime des nombres qui grossissent continuellement. Tout en reconnaissant qu'il ne s'agit pas d'une simulation réaliste. TechRadar déclare que cette suite est « absolument essentielle » pour les fans du premier jeu et le qualifie de plaisir addictif, bien qu'il déplore les temps de chargement. GamesRadar+ fait l'éloge des nouveaux visuels, des améliorations de la qualité de vie et du gameplay, mais il déclare que le mode bac à sable peut sembler écrasant pour les joueurs qui avaient l'habitude de se voir attribuer des objectifs.

### Note
- (en) Cet article est partiellement ou en totalité issu de l’article de Wikipédia en anglais intitulé « House Flipper 2 » (voir la liste des auteurs).